# Golfclub Bleijenbeek
Golfclub Bleijenbeek is een Nederlandse golfclub in de provincie Limburg.

## Club en baan
Sinds mei 2005 kan er golf gespeeld worden. Het clubhuis werd in 2006 geopend. De golfbaan ligt op het Landgoed Bleijenbeek, midden in Nationaal Park De Maasduinen in de kop van Noord-Limburg. Er zijn bomenlanen en door het landgoed loopt een beekje. Er is nog een ruïne van een kasteel. De golfclub heeft een 18-holes wedstrijdbaan, een 9 holesbaan zonder par5 holes, en een baan met par3 holes. Het ontwerp is van Gerard Jol.

### Baanrecord
In 2006 vestigde Adriaan Kok een baanrecord met een score van 68 (-3). Dit gebeurde tijdens een wedstrijd van de NTA Golf Tour, waaraan amateurs en professionals mogen meedoen met een handicap van 9 of lager.